# Toyota Prius
La Toyota Prius è un'automobile costruita dalla casa automobilistica giapponese Toyota, la più venduta tra le vetture ibride al mondo.
Il primo modello di Prius fu lanciato in Giappone nel 1997, e successivamente introdotto nel mercato mondiale nel 2000. Alla fine del 2003, erano state vendute 160 000 unità in Giappone, Europa e America del Nord.
In latino, prius significa "prima" come avverbio di tempo e "primo" come aggettivo, ma quest'ultimo si applica solo al genere neutro e nel contesto di "primo fra due". Pertanto, il nome della vettura Toyota Prius si rifà all'avverbio, suggerendo che l'azienda si considera pioniera nella produzione di veicoli ibridi in serie. Inoltre, secondo il California Air Resources Board (il collegio californiano che studia le emissioni dei gas dei veicoli), tutti i modelli venduti dal 2000 al 2003 sono classificati come "SULEV" (Super Ultra Low Emission Vehicle), ovvero Veicolo a emissioni ultrabasse).
Nel 2004, il modello ha raggiunto la sua seconda generazione, evolvendosi in una berlina due volumi di maggior spessore. È stata inoltre riposizionata in una categoria inferiore, ottenendo la classificazione "AT-PZEV" (Advanced Technology Partial Zero Emission Vehicle) ovvero Veicolo di tecnologia avanzata con emissioni quasi nulle, nonostante un incremento nelle dimensioni.

## Seconda serie (XW20; 2003-2009)

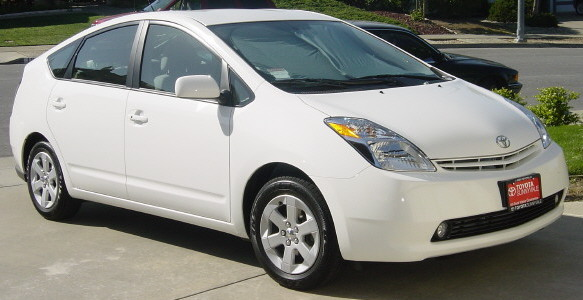
Toyota Prius, modello 2004

Cuore della Prius è il sistema Hybrid Sinergy Drive (HSD), che permette l'ottimizzazione nella produzione e nell'uso dell'energia tra i motori, nel tentativo (in gran parte riuscito) di recuperare i normali sprechi energetici e le inefficienze fisiche di un'auto tradizionale.
Il sistema funziona attraverso tre motori: uno a benzina e due elettrici, dei quali uno principale e più grosso, direttamente collegato alla trasmissione, e uno leggermente più piccolo, pilotato in modo da fornire una sorta di cambio automatico elettronico. I due motori elettrici possono entrambi all'occorrenza funzionare anche come generatori. Un vero e proprio cambio però non esiste (Toyota l'ha chiamato eCVT per obblighi legali in quelle nazioni dove è necessario dichiarare un cambio), così come non esiste frizione e motorino di avviamento (le cui veci le fa il motore elettrico più piccolo), i tre motori sono uniti grazie a un differenziale epicicloidale, e la sinergia dei tre motori, guidata dalle centraline elettroniche, consente al sistema di fornire la coppia adeguata alla trazione. Un sofisticato sistema di oltre 40 centraline controlla il consumo delle batterie in relazione all'uso del propulsore elettrico e comanda l'accensione o la pausa del motore termico tradizionale, riducendo al minimo gli sprechi energetici propri delle partenze da fermo, dell'avanzamento a marce basse, delle accelerazioni, delle frenate, e delle soste. Dato che il motore termico fornisce sostanzialmente coppia al sistema ma non trazione diretta, può lavorare a migliore efficienza su un range più limitato di giri, ed è perciò impostato su un ciclo Atkinson invece che sul più comune ciclo Otto.
Ad esempio:

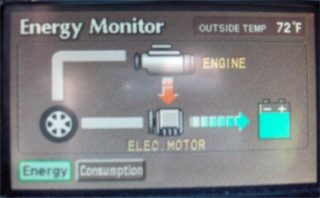
Display (della prima generazione) della Prius

- nelle partenze da fermo e a bassa velocità (fino a una velocità tra i 20 ai 50 km orari, variabile a seconda del modello) il sistema lavora sfruttando esclusivamente il motore elettrico ma in determinate condizioni può essere sfruttato il motore termico (basse temperature, fase di riscaldamento propulsore, batteria scarica);
- a maggiori richieste di energia l'HSD provvede ad azionare istantaneamente il motore termico che unendo la propria spinta a quella del motore elettrico garantisce coppia motrice e accelerazione paragonabili a quelle di una berlina con motore tradizionale di cilindrata superiore;
- alle velocità superiori (variabile a seconda del modello, dai 20 ai 50 km orari in su) il moto alle ruote è impresso principalmente dal motore termico tramite il giusto rapporto dato dalle relazioni tra i tre motori, mentre il motore elettrico si attiva (a supporto di quello termico) perlopiù in fase di accelerazione;
- non appena il piede si stacca dall'acceleratore, il motore termico smette di funzionare e dall'inerzia del veicolo la batteria elettrica trae carica, basandosi sulle ruote ancora in movimento (il motore elettrico agisce perciò anche da alternatore per "forza contro-elettromotrice");
- sempre secondo lo stesso meccanismo il pacco di batterie accumula carica anche durante la frenata, con un principio già in uso in altre vetture elettriche e nei treni elettrici;
- qualora la carica fosse insufficiente per il corretto funzionamento dell'auto, il motore tradizionale si avvia anche a velocità basse o a vettura ferma per garantire la carica necessaria. La potenza generata in eccesso dal motore tradizionale viene automaticamente convertita in elettricità e accumulata nelle batterie.

L'emissione di anidride carbonica è, nelle dichiarazioni della casa, di 104 g/km (meno degli attuali motori Diesel con filtro antiparticolato) per tragitti esclusivamente interurbani. In tragitti misti (il normale andirivieni di un pendolare dalla provincia di Milano al centro della città e ritorno) sono state rilevate, in prove su strada della rivista Quattroruote, emissioni pari a 128 g/km. Il valore citato dalla Toyota è il risultato di una classifica stilata dal Dipartimento dei Trasporti del Regno Unito.
Quando è ferma, il motore termico della Prius è sempre spento (a meno che le batterie vadano sotto un certo livello di carica, in tal caso si attiva anche a vettura ferma), ed è in grado di riaccendersi alla richiesta (ovvero la pressione esercitata sul pedale dell'acceleratore) di superamento della velocità massima a cui il motore elettrico riesce ad agire da solo (variabile a seconda del modello, dai 20 ai 50 km/h), o sotto tale velocità se le batterie scendono sotto un certo livello di carica. Il successo commerciale della vettura sta anche nel fatto che molti clienti giudicano piacevole la sensazione, in partenza e in arresto, di assoluto silenzio dell'abitacolo.
I crash test dell'Euro NCAP effettuati nel 2004 hanno premiato la Prius con 5 stelle, vale a dire che la vettura ha risposto nel miglior modo a fronte di urti di una certa consistenza.
La scocca è in acciaio ad alta resistenza, l'abitacolo comprende otto airbag e sono compresi di serie, su tutti i modelli venduti, ABS, ASR e ESP.

## Terza serie (XW30; 2009-2015)

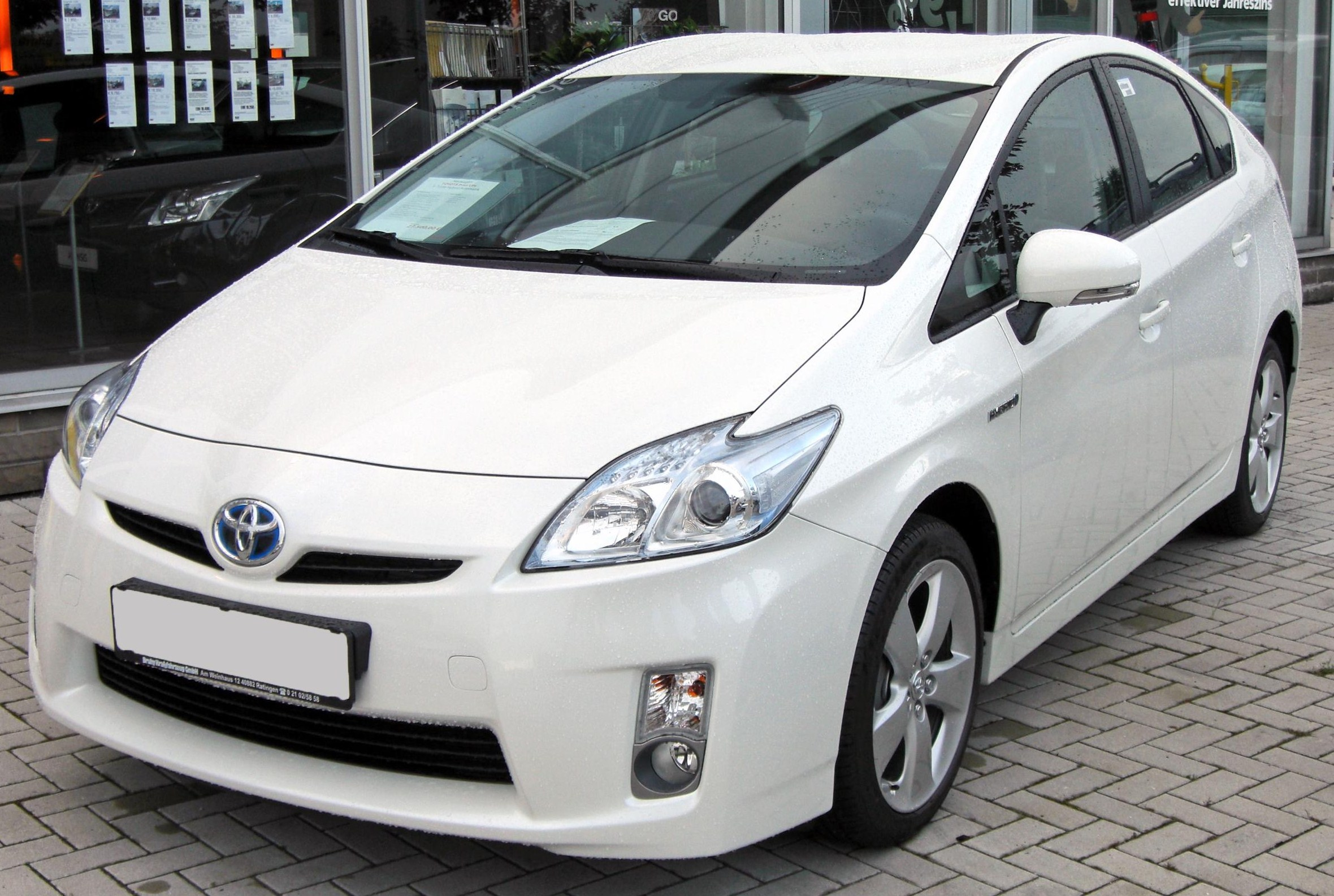
Toyota Prius 3ª serie

Dall'estate 2009 è disponibile la terza generazione della Prius identificata dalla sigla di progetto XW30.
La vettura, sebbene sembri, a un primo sguardo, solo un restyling della versione precedente e nonostante mantenga le dimensioni della II serie, è completamente nuova e presenta un'abitabilità maggiore dovuta a un miglior sfruttamento dello spazio interno e notevoli miglioramenti sono stati ottenuti sul versante dell'efficienza del veicolo.
Le novità più rilevanti, infatti, si hanno nella motorizzazione: la cilindrata è passata da 1,5 litri a 1,8 litri con motore a ciclo Atkinson, mentre la parte elettrica e la gestione del sistema ibrido HSD ha consentito di aumentare ragguardevolmente l'efficienza e, quindi, l'economia di carburante. Il motore è un 1.8 da 98 CV (134 CV in combinazione con il motore elettrico) con appena 89 grammi di CO2 al km e un consumo di 4,0 L/100 km in ciclo urbano, 3,8 L/100 km in ciclo extraurbano e 3,9 L/100 km in ciclo combinato. Come accessorio è disponibile anche un pannello solare fotovoltaico installato nel tetto che consente di avviare la ventilazione dell'abitacolo a veicolo fermo e l'accensione del climatizzazione, grazie a un tasto nel telecomando, durante la stagione estiva poco prima del riutilizzo della vettura dopo una lunga sosta al sole, in modo da migliorare il comfort dei passeggeri nel momento della partenza.
Per quanto riguarda il design, il frontale è più simile alle altre vetture Toyota e la linea è più aerodinamica.
Sul versante sicurezza anche la nuova serie è stata sottoposta al test EuroNCAP nel 2009 totalizzando nuovamente 5 stelle.

### Motorizzazioni
| Modello        | Disponibilità    | Motore | Cilindrata (cm³) | Potenza       | Coppia massima (Nm) | Emissioni CO2 (g/km) | 0–100 km/h (secondi) | Velocità max (km/h) | Consumo medio (km/L) |
| 1.8 HSD Hybrid | dal 2009 al 2015 | Ibrida | 1798             | 73 kW (99 CV) | 142                 | 89                   | 10,4                 | 180                 | 25,6                 |

## Quarta serie (XW50; 2015-2022)

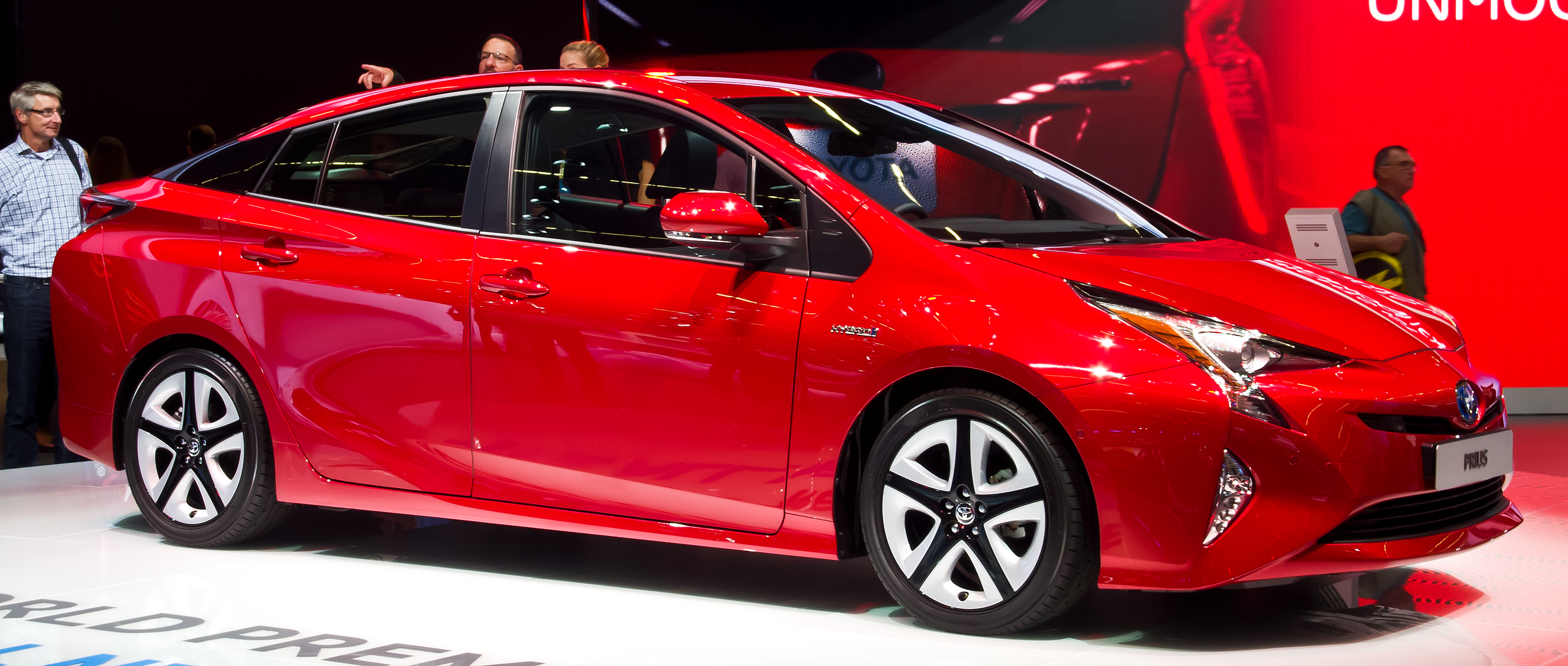
Toyota Prius 4ª serie

La quarta serie della Prius (sigla di progetto XW50) è stata mostrata al pubblico per la prima volta nel settembre del 2015 a Las Vegas. Il lancio sul mercato nordamericano è avvenuto nel mese di gennaio del 2016 e su quello europeo il mese successivo.
La quarta generazione della Prius, è la prima a utilizzare la nuova piattaforma modulare denominata Toyota New Global Architecture (TNGA). Il suo impiego permette di abbassare il baricentro dell'auto e di incrementare la rigidità strutturale ottenendo così sia una migliore tenuta di strada sia una migliore aerodinamica. Un ulteriore contributo alla precisione di guida è dovuto all'impiego al retrotreno di un'architettura multilink a tre leve e mezzo.
Dal punto di vista della propulsione adotta nuove batterie con superiore densità di energia e motori elettrici di dimensioni minori. Il motore termico, sempre a ciclo Atkinson, denominato 2ZR-FXE I4 ha ora un'efficienza termica pari al 40%, contro il 38,5% del modello precedente. Il consumo di carburante è quindi migliorato del 10%.

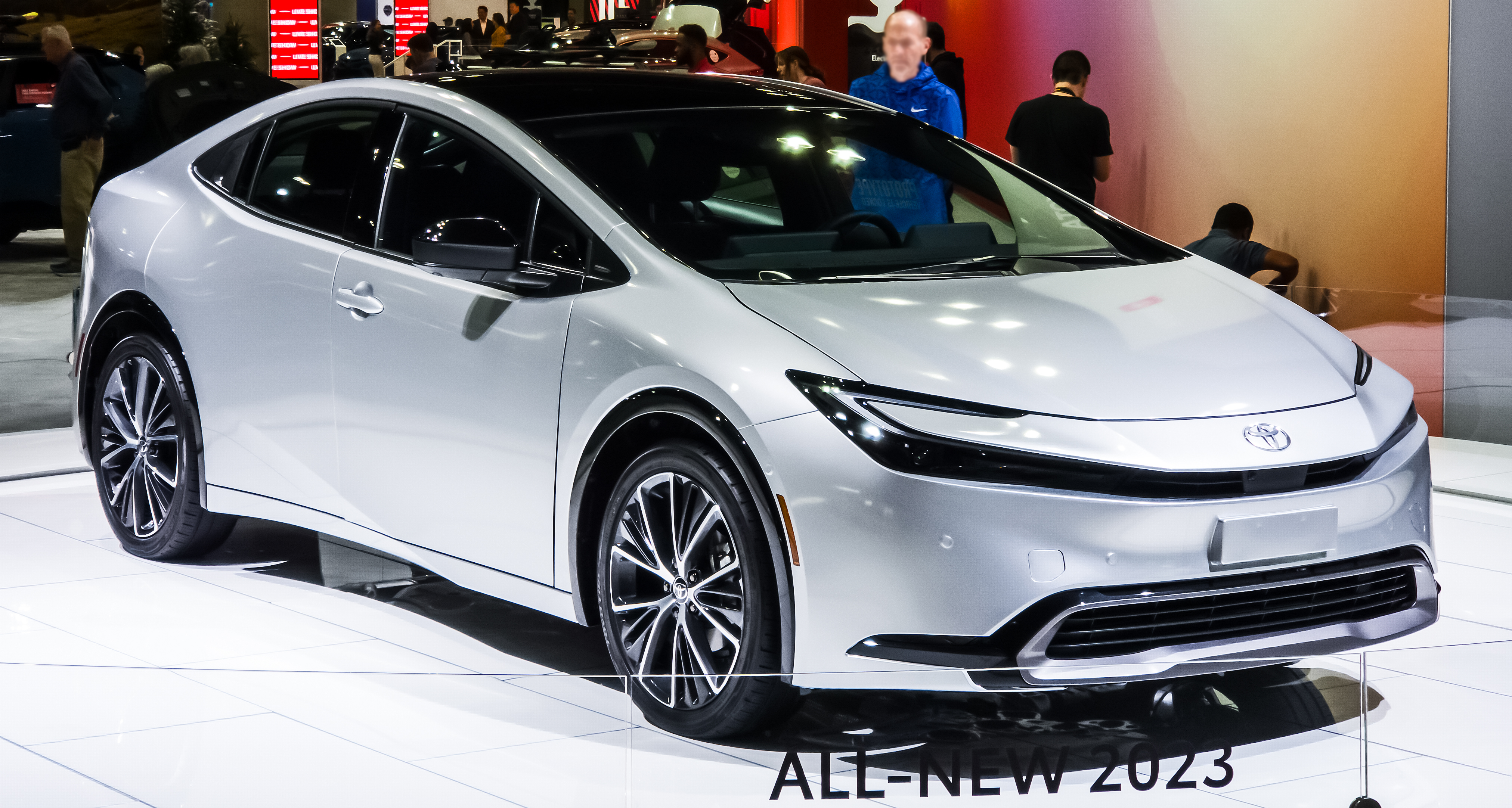
Toyota Prius 5ª serie

## Quinta serie (XW60; dal 2022)
La Prius di quinta generazione è stata presentata il 16 novembre 2022, disponibile al lancio con due tipologie di motorizzazione ibride.

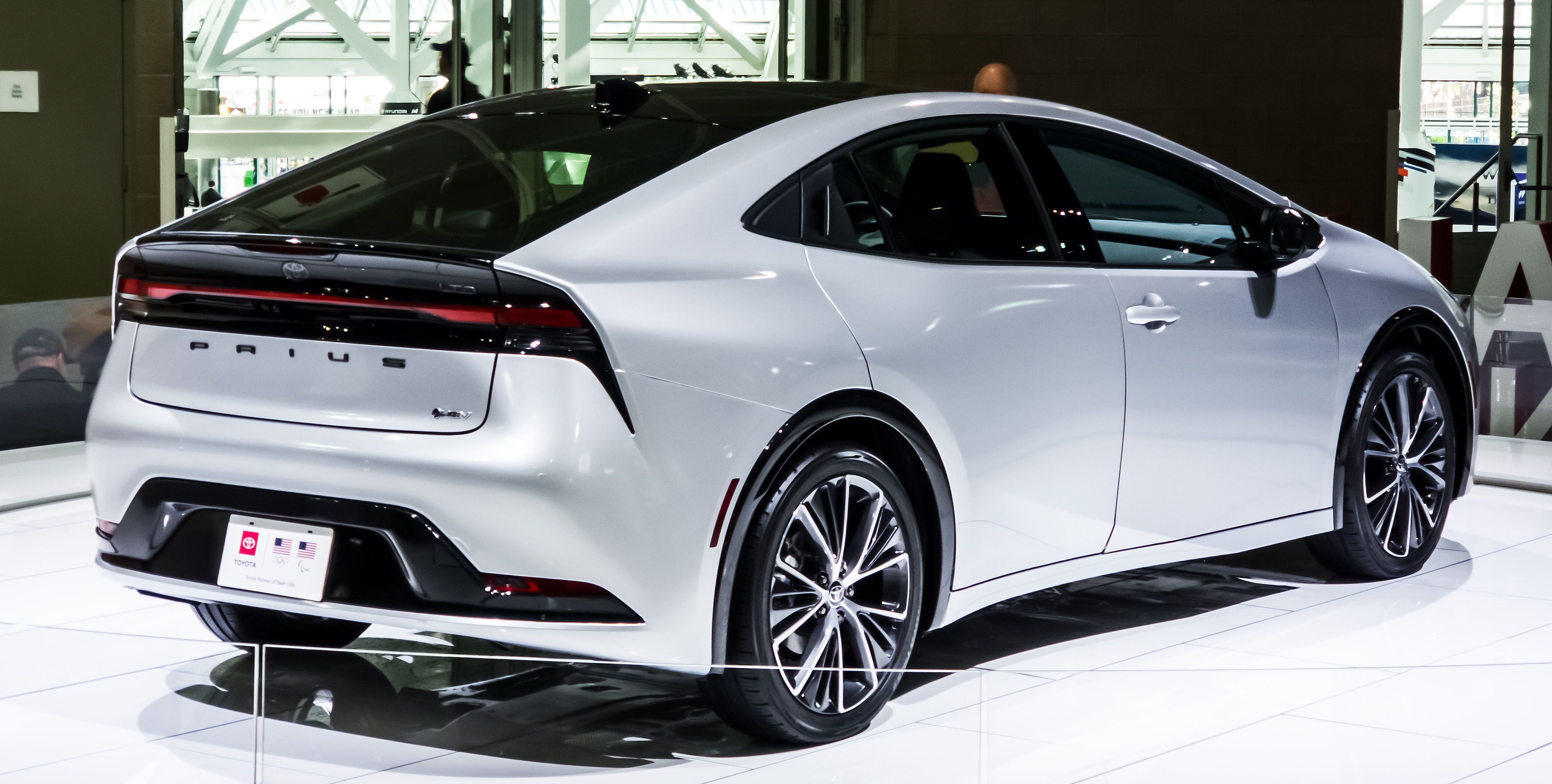

La prima utilizza il classico sistema ibrido, disponibile nelle varianti da 1,8 litri (2ZR-FXE) e 2,0 litri (M20A-FXS) che erogano rispettivamente 103 kW (140 CV) e 146 kW (196 CV). Questa generazione è disponibile anche con sistema di trazione integrale chiamata E-Four. La seconda motorizzazione è un ibrido plug-in, che combina un motore endotermico M20A-FXS da 2,0 litri a un motore elettrico alimentato da batterie agli ioni di litio che sviluppa una potenza combinata di 164 kW (223 CV).
In Europa viene importato solo il modello ibrido plug-in.

## Prius+

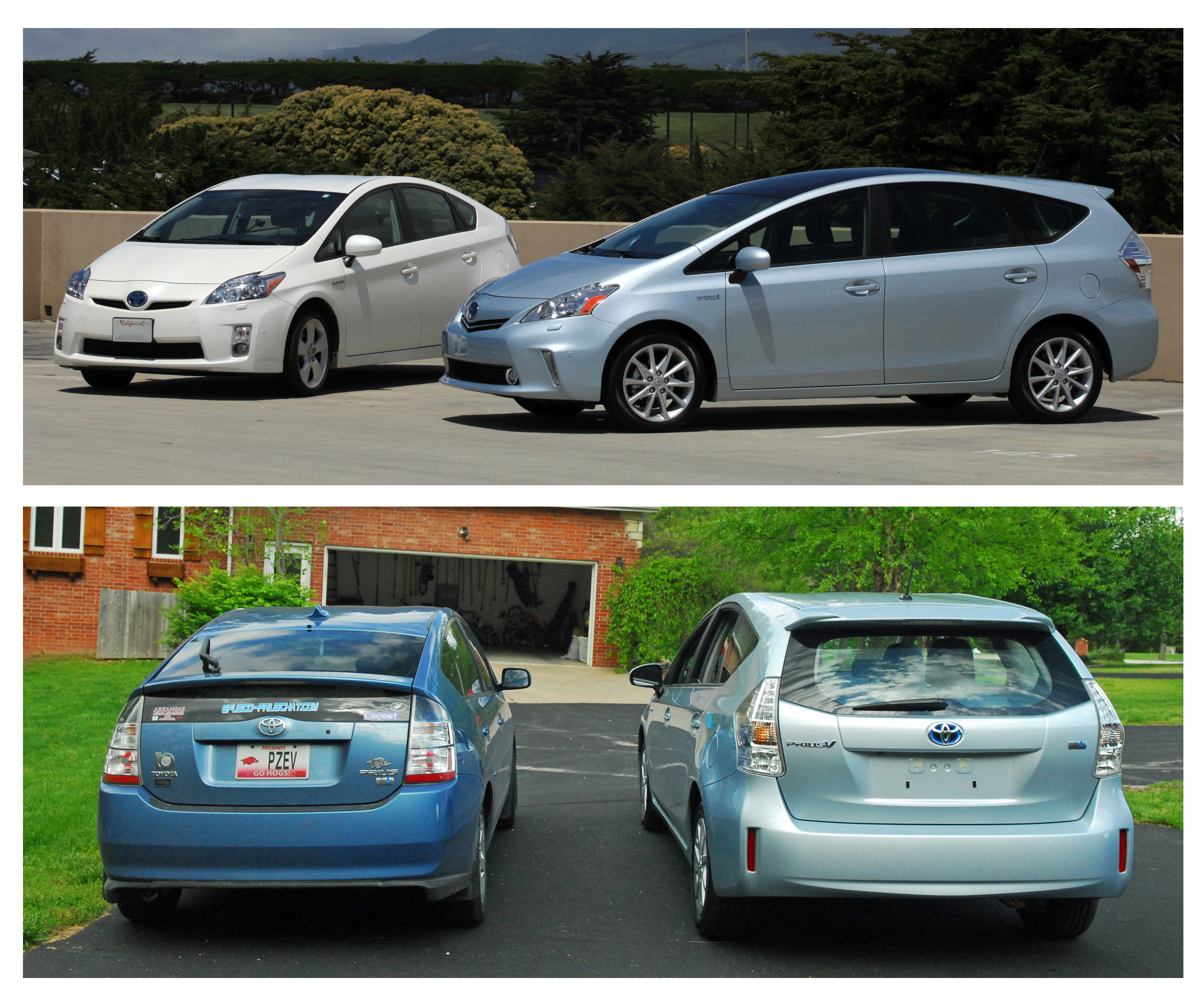
Comparazione tra Toyota Prius berlina (a sinistra) e Prius V/Prius+/Prius α (a destra)

La Prius V, chiamata Prius α in Giappone, e Prius + in Europa, è la versione monovolume a 7 posti lanciata sui mercati giapponese e americano nel 2011. La Prius V è stata ufficialmente presentata al North American International Auto Show (NAIAS) nel 2011 a Detroit.
La sua commercializzazione è incominciata in Giappone nel maggio 2011, negli Stati Uniti d'America nel mese di ottobre mentre in Europa era prevista per il 2012.
Esteriormente si differenzia dalla versione berlina per una lunghezza aumentata di 130 mm e un'altezza aumentata di 25 mm.

## Dati tecnici delle generazioni
| Dati               | Dati                   | Modello         | Modello         | Modello         | Modello         | Modello          | Modello          | Modello         | Modello          |
| Dati               | Dati                   | 1ª serie        | 1ª serie        | 2ª serie        | 3ª serie        | 3ª serie Plug-in | 3ª serie Plug-in | 4ª serie        | 4ª serie Plug-in |
| Dati               | Dati                   | NHW10           | NHW11           | NHW20           | ZVW30           | ZVW30            | ZVW35            |                 |                  |
| ------------------ | ---------------------- | --------------- | --------------- | --------------- | --------------- | ---------------- | ---------------- | --------------- | ---------------- |
| Carrozzeria        | Carrozzeria            | 4 porte berlina | 4 porte berlina | 5 porte berlina | 5 porte berlina | 5 porte berlina  | 5 porte berlina  | 5 porte berlina | 5 porte berlina  |
| Anno presentazione | Anno presentazione     | 1997            | 2000            | 2003            | 2009            | 2010             | 2012             | 2016            | 2017             |
| Batteria           | Moduli                 | 40              | 38              | 28              | 28              |                  | 28               |                 |                  |
| Batteria           | Celle per modulo       | 6               | 6               | 6               | 6               |                  | 6                |                 |                  |
| Batteria           | Totale celle           | 240             | 228             | 168             | 168             | 288              | 57               |                 |                  |
| Batteria           | Volt per cella         | 1,2             | 1,2             | 1,2             | 1,2             | 3,6              | 1,2              |                 |                  |
| Batteria           | Totale volt (nominali) | 288             | 273,6           | 201,6           | 201,6           | 346              | 207,2            | 201,6           | 351,5            |
| Batteria           | Capacità (ampere-ora)  | 6,0             | 6,5             | 6,5             | 6,5             | 21,6             | 6,5              |                 |                  |
| Batteria           | Capacità (wattora)     | 1 728           | 1 778           | 1 310           | 1 310           |                  | 1 310            |                 |                  |
| Batteria           | Peso (kg)              | 57              | 50              | 45              | 44              | 151,1            | 76               |                 |                  |
| Motore benzina     | Potenza (kW)           | 43              | 52              | 57              | 73              | 73               | 73               | 72              | 72               |
| Motore benzina     | Max giri/min           | 4 000           | 4 500           | 5 000           | 5 200           |                  | 5 200            | 5 200           | 5 200            |
| Motore elettrico   | Tensione (V)           | 288             | 273             | 500             | 650             |                  | 650              |                 | 600              |
| Motore elettrico   | Potenza (kW)           | 30              | 33              | 50              | 60              | 60               | 60               | 53              | 53               |
| In combinazione    | Potenza (kW)           | 58              | 73              | 82              | 100             |                  | 100              | 90              | 90               |

## Riconoscimenti
- In Europa, la Prius è stata giudicata auto dell'anno 2005[12].
- In Nord America è stata giudicata auto dell'anno nel 2004.
- In Giappone ha vinto il premio Japan Car of the Year 2009.